# Guerras macedónicas

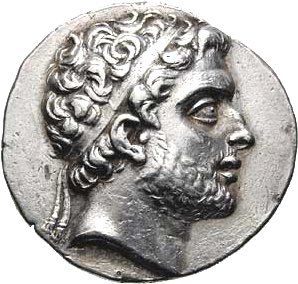
Filipo V de Macedonia.

Las guerras macedónicas fueron una serie de enfrentamientos armados entre el reino de Macedonia y la República romana que tuvieron lugar en los siglos III a. C. y II a. C. y que terminaron con la derrota de Macedonia.
Dieron lugar al control o influencia romana sobre Grecia y el resto de la cuenca oriental del Mediterráneo, además de su hegemonía en el Mediterráneo occidental tras las guerras púnicas. Tradicionalmente, las "Guerras Macedónicas" incluyen las cuatro guerras con Macedonia, además de una guerra con el Imperio seléucida, y una última guerra menor con la Liga Aquea (que a menudo se considera la última etapa de la guerra macedónica final). La guerra más importante se libró con el Imperio seléucida, mientras que la guerra con Macedonia fue la segunda, y ambas guerras marcaron efectivamente el final de estos imperios como grandes potencias mundiales, aunque ninguna de ellas condujo inmediatamente a la dominación romana abierta. Se libraron cuatro guerras distintas contra la potencia más débil, Macedonia, debido a su proximidad geográfica a Roma, aunque las dos últimas de estas guerras fueron contra insurrecciones fortuitas más que contra ejércitos poderosos. La influencia romana fue disolviendo la independencia macedonia y digiriéndola en lo que se estaba convirtiendo en un imperio puntero. El resultado de la guerra con el Imperio seléucida, ahora en declive, también fue fatal para ella, aunque la creciente influencia de Partia y Ponto evitó nuevos conflictos entre ella y Roma.
Desde el final de las guerras macedónicas hasta principios del Imperio romano, el Mediterráneo oriental siguió siendo una red cambiante de estados con distintos niveles de independencia, dependencia o control militar por parte de Roma. Según Polibio, que trató de trazar cómo Roma llegó a dominar el oriente griego en menos de un siglo, las guerras de Roma con Grecia se pusieron en marcha después de que varias ciudades-estado griegas buscaran la protección romana contra Reino Macedonio y el Imperio Seléucida ante la desestabilizadora situación creada por el debilitamiento del Egipto ptolemaico. 
A diferencia del oeste, el este griego había estado dominado por grandes imperios durante siglos, y la influencia romana y la búsqueda de alianzas condujeron a guerras con estos imperios que los debilitaron aún más y, por tanto, crearon un vacío de poder inestable que sólo Roma fue capaz de pacificar. Esto tenía algunas similitudes importantes (y algunas diferencias importantes) con lo que había ocurrido en Italia siglos antes, pero esta vez era a escala continental. Los historiadores ven la creciente influencia romana sobre el este, al igual que con el oeste, no como una cuestión de construcción intencionada de un imperio, sino de una constante gestión de crisis estrechamente centrada en el logro de objetivos a corto plazo dentro de una red de alianzas y dependencias altamente inestable, impredecible e interdependiente. Con algunas excepciones importantes de dominio militar absoluto (como algunas partes de Grecia continental), el mundo mediterráneo oriental siguió siendo una alianza de ciudades-estado y reinos independientes (con diversos grados de independencia, tanto de jure como de facto) hasta que se produjo la transición al Imperio Romano. No fue hasta la época del Imperio Romano cuando el Mediterráneo oriental, junto con todo el mundo romano, se organizó en provincias bajo el control explícito de Roma.

## Preludio
A finales del siglo III a. C., Macedonia era aún la gran potencia dominante en el Mediterráneo Oriental. Su ejército, descendiente directo de aquel de Alejandro Magno, aún era temido, al igual que su estilo de combate, que enfatizaba las armas combinadas, pero cargaba mucha mayor responsabilidad sobre el poder de la falange que nunca hiciera (o hubiera hecho) Alejandro. Mientras Roma trabajaba la movilidad y flexibilidad, la falange macedonia se hacía más rígida que nunca.

## Primera guerra macedónica
Durante la segunda guerra púnica, Filipo V de Macedonia se alió con Aníbal de Cartago . Aunque este acuerdo no conllevó a ninguna batalla campal entre Roma y Macedonia, fue conocido históricamente como primera guerra macedónica. Tras escaramuzas de pequeña importancia, se negoció una paz inestable que permitía a Roma concentrar sus energías en derrotar a Cartago. Según Livio, Filipo envió una legión al mando de Sópatro a Aníbal en Zama.
Temiendo un posible refuerzo de Aníbal por parte de Macedonia, el senado despachó a un pretor con fuerzas a través del Adriático. Los maniplos romanos (ayudados por aliados de la Liga Etolia y Pérgamo después del 211 a. C.) hicieron poco más que escaramuzar con las fuerzas macedonias y apoderarse de territorios menores a lo largo de la costa del Adriático para "combatir la piratería". El interés de Roma no era la conquista, sino mantener a Macedonia ocupada mientras Roma luchaba contra Aníbal. La guerra terminó de forma indecisa en 205 a. C. con el Tratado de Fenicia. Aunque fue un conflicto menor, abrió el camino a la intervención militar romana en Macedón. Este conflicto, aunque librado entre Roma y Macedón, fue en gran medida independiente de las guerras romano-macedonias que siguieron (que comenzaron con la segunda guerra macedónica y fueron en gran medida dependientes entre sí) en el siglo siguiente.

## Segunda guerra macedónica
En el año 200 a. C., siendo ya Roma la potencia dominante de Italia y el Mediterráneo Occidental, Rodas y Pérgamo le pidieron ayuda contra las continuas agresiones macedónicas en los Dardanelos y Egipto. La atención de Roma se volvió hacia el Egeo y sus antiguas rencillas con Filipo V de Macedonia.
Roma exigió a Filipo su retirada completa de Grecia. Filipo accedió en parte, porque quiso mantener el control sobre las ciudades de Demetrio I de Macedonia, en Tesalia; Calcis, en Eubea; y Corinto, en Acaya; a las que el rey conocía como «Grilletes de Grecia».
Una delegación griega fue enviada a Roma, para darle al Senado una lección de geografía helena. Las negociaciones terminaron en un callejón sin salida. Sin embargo, como resultado, el Senado envió al cónsul Tito Quincio Flaminino, al mando de dos legiones de más de 6000 infantes y 300 jinetes aliados para expulsar a Filipo de Grecia. Así comenzaba la segunda guerra macedónica.
Tras una serie de combates en todo el territorio griego, los ejércitos de Filipo y Flaminino se encontraron en la batalla de Cinoscéfalos. El rey macedonio fue derrotado, debiendo firmar un tratado de paz por el que abandonaba sus pretensiones sobre Grecia. Al mismo tiempo, un segundo ejército macedonio era derrotado por Átalo I, rey de Pérgamo, en Asia Menor.

## Tercera guerra macedónica

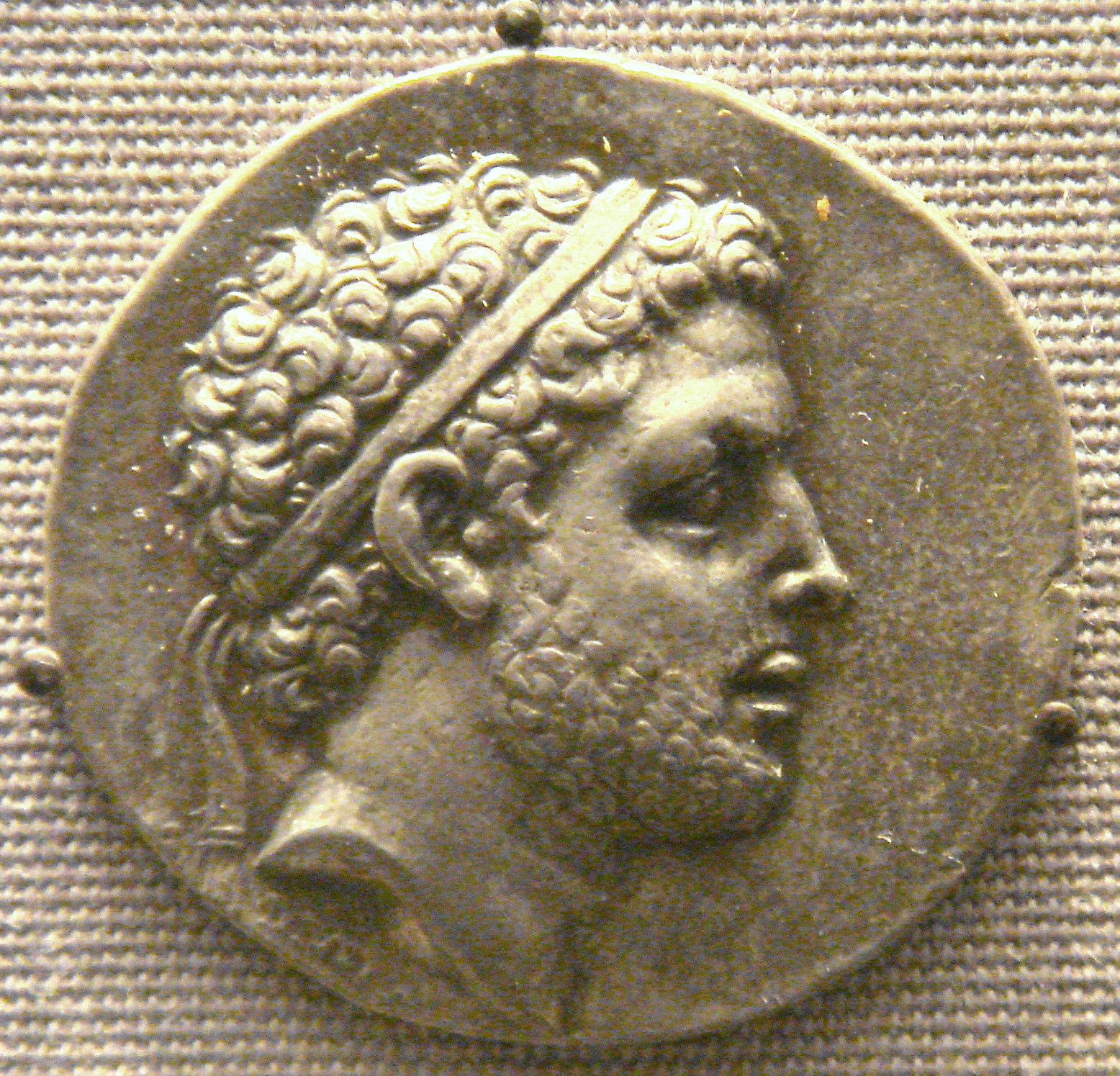
Perseo de Macedonia. Último rey de Macedonia antes de la conquista por Roma.

Filipo V mantenía la tradición macedonia de enseñoreamiento sobre los griegos, heredada de Filipo II y Alejandro Magno. Aunque los romanos en la guerra anterior lo habían derrotado y separado políticamente de Grecia, nunca renunció a la idea de deshacerse de la influencia de Roma sobre su «patio trasero».
Por ello, una vez que logró poner las cosas en orden en su país, elaboró una estrategia para mantener a los romanos ocupados mientras él se apoderaba nuevamente de Grecia. Esta estrategia consistía en conquistar los territorios al sur del Danubio y concertar tratados de alianza con las tribus bárbaras transdanubianas, con el fin de lanzar a éstas contra Italia. Esta última parte no pudo realizarla, pues murió en el 179 a. C.
Su hijo y heredero al trono, Perseo, no continuó la política de su padre, quien veía a los bárbaros como poco más que esclavos. Al contrario, Perseo buscó la alianza y la amistad de muchas ciudades estado griegas y reinos helenísticos, logrando como resultado que Prusias II de Bitinia, Seleuco IV de Siria (su suegro), Rodas, Bastarnia, Iliria, Etolia y otros más fuesen sus amigos. En los 20 años posteriores a la segunda guerra macedónica, el odio hacia Roma en Grecia se había incrementado notablemente, pues el pesado yugo que los romanos imponían indirectamente a través de la oligarquía reinante había resultado en el empobrecimiento generalizado de la población.
Aprovechando esto, Perseo inició una política demagógica, invitando a quienes fueran perseguidos por política o por deudas a refugiarse en Macedonia, donde les serían reconocidos sus derechos y bienes. Pero el resultado de ello fue contraproducente, pues las clases poseedoras, al ver sus intereses en peligro, volvieron sus ojos a Roma con el fin de conseguir ayuda para deshacerse de Perseo.
Eumenes II de Pérgamo fue uno de los más ardientes impulsores de la guerra: logró llegar al senado y presentar muchas quejas contra Perseo; como resultado, Roma declaró la guerra a Macedonia. Sin embargo, las operaciones militares no iniciaron de inmediato, pues los romanos no estaban preparados para la guerra. De regreso a Pérgamo, Eumenes II fue víctima de un atentado en la isla de Delfos, organizado por Perseo.
Perseo, por su parte, aun sabiendo que Roma estaba oficialmente en guerra con él, pero no lo había atacado aún, asumió una postura defensiva, que al final le acarreó la ruina. Decidió no ocupar con sus tropas los puntos estratégicos más importantes de Grecia, lo que le habría dado una sustancial ventaja inicial, y dio tiempo a los romanos a preparar cuidadosamente la guerra.
Sin embargo, no todo era ventaja para los romanos. Aunque por su cobarde actitud la mayor parte de sus amigos y aliados se habían alejado de él, al iniciarse las operaciones militares (171 a. C.), los macedonios lograron derrotar en Tesalia a la caballería e infantería ligera romanas. Esto provocó que los antiguos amigos y aliados se unieran a él, pero Perseo, temeroso de la reacción romana, evacuó sus fuerzas de Grecia y se retiró a Macedonia, renunciando a una guerra ofensiva.
Durante los dos años siguientes la guerra fue pasivamente conducida por Roma y por Macedonia; sin embargo, esta última desplegó una gran actividad diplomática que brindó algunos resultados por el resurgimiento de la flota macedonia en el mar Egeo y por la aparente incapacidad de Roma de dar fin a la guerra. Esto generó entre los rodios el deseo de actuar como intermediarios para finalizar la guerra, dado que su comercio estaba fuertemente contraído a causa de esta. Sin embargo, notando el senado romano la actitud de los griegos hacia Roma, y viendo el peligro que esto representaba, decidió poner fin a la guerra victoriosamente al precio que fuese.
En el 169 a. C., se nombró cónsul a un noble sin fortuna, Lucio Emilio Paulo, hijo del cónsul del mismo nombre muerto en Cannas durante la segunda guerra púnica, padre biológico de Publio Cornelio Escipión Emiliano. Emilio Paulo contaba con muchos años de experiencia militar adquirida en las guerras de Liguria e Hispania, y era famoso por su intachable honestidad. Llegado al teatro de operaciones, rápidamente restauró la disciplina que se había relajado y logró penetrar en Macedonia hasta la ciudad de Pidna, donde estaba Perseo y su ejército. Allí se desarrollaría la famosa batalla de Pidna, cuyo resultado fue la destrucción para siempre de la monarquía macedonia. Un dato interesante sobre esta batalla es que sería en ese momento donde el famoso historiador Polibio fue capturado y llevado hacia Roma, donde comenzó más tarde la escritura de sus Historias.
El primer choque entre romanos y macedonios fue tan fuerte que las vanguardias romanas fueron destrozadas y las legiones se empezaron a retirar a las alturas que rodeaban el campamento romano. Inmediatamente las falanges macedonias se abrieron para dar persecución a los romanos. Emilio Paulo se aprovechó de esta circunstancia, y lanzó a las reservas a los costados y la retaguardia de las falanges, terminando por romper totalmente su formación, y los legionarios perseguidos dieron la vuelta y cercaron a los macedonios. La caballería macedonia, al ver la derrota de la infantería, optó por retirarse del campo de batalla.
Todo el enfrentamiento terminó en menos de una hora, con el resultado de 20 000 macedonios muertos y 11 000 prisioneros. Las pérdidas romanas fueron muy inferiores. Perseo, al ver su derrota, sólo se preocupó por la salvación de sus tesoros (era avaro como ningún otro), y fue el primero en huir del campo de batalla.
Perseo huyó con su oro (unos 6000 talentos) a Samotracia, en cuyo santuario confiaba en encontrar un refugio seguro. Pero los romanos, que no respetaban santuarios de ninguna clase, lo obligaron a rendirse con sus tesoros y sus dos hijos, y fue confinado en Italia, donde murió algunos años después. Su hijo mayor, Filipo (y técnicamente heredero del trono de Macedonia) murió dos años después que el padre, mientras que el más joven se convirtió en un simple escribano.
Como resultado de la guerra, Macedonia fue dividida en cuatro repúblicas nominalmente independientes, cuyos habitantes no podían tener relaciones diplomáticas, comerciales ni matrimoniales entre ellos. Macedonia tenía prohibido comerciar con madera, materiales de construcción, metales preciosos ni sal con quien fuese. Las fortalezas fueron desmanteladas y la población desarmada. La monarquía macedonia fue destruida para siempre.
El empobrecimiento resultante y el recuerdo de la libertad y la gloria antiguas de Macedonia hizo que 20 años después, al presentarse un impostor que se hacía pasar por el fallecido hijo de Perseo, Filipo, los macedonios se rebelaran contra Roma, rebelión cuyo resultado final fue la transformación de Macedonia en una provincia romana.

## Cuarta guerra macedónica
La cuarta guerra macedónica, entre 150 a. C. y 148 a. C., tuvo lugar contra un pretendiente macedonio al trono, que estaba desestabilizando Grecia de nuevo, tratando de restablecer el viejo reino. Los romanos derrotaron rápidamente a los macedonios en la segunda batalla de Pidna. Como respuesta, la Liga aquea declaró la guerra en 146 a. C., aunque sus dirigentes sabían que no tenían opciones de ganar. Polibio culpa de ello a los demagogos de las ciudades de la Liga. La Liga fue derrotada, y la ciudad de Corinto fue destruida.